# おしりかじり虫
「おしりかじり虫」（おしりかじりむし）は、NHKの音楽番組『みんなのうた』で2007年から放送されている楽曲、またその楽曲の歌手名義、および曲中に登場するキャラクターの名称である。
アーティストユニットのうるまでるびが原案・監督・作詞・作曲・アニメーションを手掛けたオリジナル楽曲である。
共同作曲・編曲は松前公高。唄はボイスチェンジャーが使用されているが、うるまでるび、松前と他2名の計5名で担当している。キャラクターの振付は南流石。
本項では、「おしりかじり虫」を主人公としたテレビアニメ『アニメ おしりかじり虫』、および2012年から2013年にかけてBSプレミアムで放送された番組『おしりキッズ』についても述べる。

## 経歴
放送が開始されると当時の幼稚園児や小学校低学年の子供達を中心に話題を集め、その後、子供達の母親や若い女性などにも注目されるようになり、『みんなのうた』携帯電話着メロダウンロード配信件数は1万1000件を超え、宇多田ヒカルの「ぼくはくま」の記録を更新し同サービス最多の人気となった。人気ワードは、「お〜しりかじり虫〜」
CDの発売・販売元はアミューズソフトエンタテインメントで、2007年7月27日に特典DVD付きのスペシャルCDとシングルCDが同時発売された。キャッチコピーは"「おしりとおしりでおしり合い」日本を元気にする脳天気ヒップポップソング!"（ヒップホップの駄洒落）。また、絵本も発売された。
『みんなのうた』の楽曲は通常2か月程度で放送終了するが、好評を受けて、NHKは「おしりかじり虫」の放送期間を延長した。
2007年9月時点で「おしりかじり虫」のCD出荷枚数は22万枚、着うたダウンロード件数は40万件。
2007年9月28日から、タイトーのクレーンゲームの景品として「おしりかじり虫」が登場した。
2007年10月12日深夜放送の『MUSIC JAPAN』で「おしりかじり虫」が『みんなのうた』以外の歌番組としては初めて披露された。
2007年11月1日の『うたばん』（TBS系列）で民放初出演を果たす。『1億3000万人が選ぶ!ベストアーティスト』（日本テレビ系列）でも披露された。
週刊現代が2007年12月15日号で「おしりかじり虫」のパクリ疑惑を報じたが、当事者間はもちろん、市井においても特段問題とされなかった。
2007年11月12日からはNHK総合テレビおよび教育テレビで、全国の幼稚園や保育所でおしりかじり虫が子供たちと一緒に踊る模様を放送する1分から2分のミニ番組『おしりかじり虫と踊ろう!』が放送されていた。共演は、振付を担当した南と、“旅の友だち”の「モロちゃん」（茂呂真紀子）。
2007年11月20日に大阪フェスティバルホールで行われたベストヒット歌謡祭（読売テレビ）新人賞を受賞し、おしりかじり虫の着ぐるみと南が出演した（テレビ放送は11月26日）。
2007年12月31日放送の第58回NHK紅白歌合戦への出場も期待されていたが、正式な歌手としての出場は果たせなかった。しかし、紅白のコーナー企画で、おしりかじり虫の着ぐるみとタカアンドトシが出演し、子供たちのバックコーラスで「おしりかじり虫」を合唱した。
2008年4月10日に「おしりかじり虫のリズムレッスンDS」と称してニンテンドーDSでゲーム化。DSのタッチスクリーンに表示される楽器を使い、リズムをとりながらタイミングよくタッチすることでゲームを楽しむ。簡単なリズムから、音楽ジャンルに応じた乗りの良いリズムまで細かいレベル分けがあり、ゲームを通じて音楽に必要な感覚を自然と身に付けることができる。プレイ人数は1人。
2012年には、5年ぶりとなるシリーズ第2弾となる「おしりの山はエベレスト」が4月25日に発売されることになった。「おしりの山はエベレスト」は、4月と5月にみんなのうたで放送された。またこれに伴い、「おしりかじり虫」も「みんなのうたお楽しみ枠」内で放送された。

## 内容
世知辛い現代の日本を「お節介」によって元気にしようと奮闘する妖精・おしりかじり虫が老若男女あらゆる人々のおしりに次々かじりつき、笑顔にしていく様子が描かれる。おしりかじり虫本人は気づいていないが、お尻をかじられた人々はなぜか元気になるという効能がある。都会の人のお尻は苦くて性に合わないらしく、かじった後スクランブル交差点の中央で倒れてしまうが、和室（自室であるかは不明。脇のちゃぶ台には「人生まるかじり」というタイトルの、愛読書とおぼしき本が置かれている）に敷かれた布団で寝込んでの治療・療養、滝行、書道による精神的修行などを経て復活する。
タイトルの「おしりかじり虫」をリフレインし、「超いい感じ」などの当時の若者言葉を歌詞の一部に取り入れている。『みんなのうた』で放送されたのは2分20秒のショート・バージョンで、他に3分30秒のディレクターズカット版がある。

### キャラクター
『みんなのうた』で、おしりかじり虫として描かれている登場キャラクターは、主人公であるおしりかじり虫18世、バックダンサーかじりGALS、おしりかじり虫18世のチチ・ハハ（回想）がおり、いずれも2頭身キャラクターである。また、うるまでるび作の6歳のおしりかじり虫18世を描いた絵本（「かじりのがっこう」、「だいすきプリン」）では、おしりかじり虫18世のおじいちゃん、6歳当時通った大阪のおしりかじりがっこうの先生、友人達など、複数のかじり虫のキャラクター（いずれも2頭身キャラクター）の存在が確認できる。おしりかじり虫18世が6歳の時、チチ、ハハは大阪で人々のおしりをかじって元気・幸福にするかじり稼業、「かじりや」を開業している。おしりかじり虫の世界では、8歳になって学校を卒業するまではお尻をかじるのは禁じられている。おしりかじり虫18世が10歳となっているアニメーションの中では、その「かじりや」を18世がはっぴを着て経営、営業もしくは手伝いをしているシーンがある。以下の設定は主にアミューズソフトエンタテインメント公式サイトより引用。
おしりかじり虫18世（18代目おしりかじり虫）
古代アッシリア（現在のイラク）を起源とする妖精で、大航海時代に黄金の国・ジパングへ向け出発。17代目のチチ、ハハが日本に辿り着いた。チチ、ハハが大阪にいる時生まれたのが主人公の18代目おしりかじり虫である。4月1日生まれの10歳で、身長25cm。上下2本（計4本）の歯しか生えていないように見えるが、お尻にかじりつく瞬間は歯が増えている。更にフルバージョンアニメーション＝ディレクターズカット版にある歯を磨くシーンでは、少なくても8本の通常とは異なるとがっていない歯が確認できる。虫歯は命取りになると恐れている。尊敬する人はクインシー・ジョーンズ。
かじりGALS
18代目おしりかじり虫と共に旅するバックダンサーで、静岡出身の両親をもつロサンゼルス生まれの4つ子姉妹。名前はアップル、チェリー、ピーチ、オレンジ。3月3日生まれの8歳で、身長23cm。趣味はコスプレ。尊敬する人はキャンディーズ。

## 書籍
おしりかじり虫 うたとおどりのほん（主婦と生活社）
2007年8月24日発売。作・絵：うるまでるび。『みんなのうた』の映像を忠実に再現した絵本。ISBN 978-4391134926
おしりかじり虫ものがたり かじりのがっこう（バジリコ出版）
おしりかじり虫ものがたり2 だいすきプリン（バジリコ出版）

## カバー
- さとうやすまさ（コロムビア版カバー）
- ピクルス（日本クラウン版カバー）
- スケルトンズ（Bad News (Victor)版カバー。『一緒にうたおう!NHKみんなのうた〜大人Ver.〜』収録。「かじり虫音頭Ver.」としてカバー）
- 池田ソラ、池田トーイ、北林はじめ、小林よう、小林元、南雲凛、RIDE（Bad News (Victor)版カバー。『一緒にうたおう!NHKみんなのうた〜こどもVer.〜』収録）
- ウリウレン（キングレコード版カバー）
- 響まり、藤尾流太、ふじおれん（キングレコード版カバー。「キッズ虫バージョン」としてカバー）
- たかはし智秋（三浦あずさ名義）（ラジオ「アイマスレディオ」にてカバー。『THE IDOLM@STER RADIO COLORFUL MEMORIES』収録）

## みんなのうたでの放送

### おしりかじり虫
- 2007年6月 - 7月
新曲として、総合テレビ・教育テレビ・BShiビジョン・ラジオ第2放送で放送される。
カップリング楽曲は、アン・サリーの「のびろのびろだいすきな木」。
- 2007年8月 - 9月
?枠として、総合テレビで放送される。
カップリング楽曲は、ルー大柴＆仁井山の「MOTTAINAI〜もったいない〜」。
また、通常のみんなのうた放送枠以外では、みんなのうたの広告を兼ねたプレマップ風の番組『おしりかじり虫〜かじっちゃおう!みんなのうた〜』も放送された。
この番組では、当楽曲の放送や、制作者うるまでるびのインタビューの様子などが放送されている。
ちなみに、この番組は分類上みんなのうたとして扱われている。
- 2007年10月 - 11月
先月に引き続き総合テレビの?枠で、同じく「MOTTAINAI〜もったいない〜」とカップリングで放送。
11月12日以降は、『おしりかじり虫と踊ろう!』と呼ばれる1～2分の番組も放送される。
- 2007年12月 - 2008年1月
引き続き総合テレビの?枠で、RYTHEMの「WINNER」とカップリングで放送。
また、当月は、?枠としては例外的に、NHK出版発行のみんなのうたテキストに楽譜及び歌詞が掲載された。
ちなみに、上記テキストの当月号の表紙にはおしりかじり虫のアニメーションが描かれている。
- 2008年2月 - 3月
引き続き総合テレビの?枠で、宇多田ヒカルの「ぼくはくま」とカップリングで放送。
- 2008年4月 - 5月
ラジオ再放送曲（この放送枠は通常のラジオ再放送曲とは異なり、テキストに楽譜・歌詞が掲載されていないが、枠決め自体はNHKみんなのうた公式ホームページによると、通常のラジオ再放送曲と同じ扱いとなっている）として、ラジオ第二放送で放送。
カップリング楽曲は、2007年12月 - 2008年1月と同じく「WINNER」。
今回の再放送で、『みんなのうた』史上初めて一つの楽曲が1年間ロングラン再放送されたことになる。
- 2012年4月 - 5月
土曜日の総合テレビの13時55分～14時のお楽しみ枠で、ハル&チッチ歌族の「しあわせの時計」とカップリングで放送。
- 2012年12月
土曜日の総合テレビの13時55分～14時のお楽しみ枠で、やくしまるえつこの「ヤミヤミ」とカップリングで放送。
- 2021年2月
『みんなのうた』の放送開始60周年を記念した特別企画「60年スペシャルセレクション」のうちの2000～2010年代の代表曲として、ゆずの「友 〜旅立ちの時〜」とカップリングで放送。

### おしりの山はエベレスト
- 2012年4月 - 5月
新曲として、総合テレビ・教育テレビ・ラジオ第二放送で放送される。
カップリング楽曲は、SUPER LiBLAZE & HAPPY☆BEATの「HEART BEAT」。
- 2012年6月 - 7月
総合テレビの土曜日13時55分～14時およびEテレの金曜日16時～16時5分のお楽しみ枠で、再放送される。
総合テレビでのカップリング楽曲は、ゆーゆの「6さいのばらーど」。
Eテレでのカップリング楽曲は、ベッキーの「幸せのカバン」。
- 2012年8月 - 9月
金曜日のEテレの16時～16時5分のお楽しみ枠で、SUPER LiBLAZE & HAPPY☆BEATの「HEART BEAT」とカップリングで放送。
- 2013年1月
土曜日の総合テレビの13時55分～14時のお楽しみ枠で、コブクロの「永遠にともに」とカップリングで放送。
- 2019年12月6日・2020年1月10日
シリーズとしては6年11ヶ月振りの再放送。Eテレ金曜日の19時55分～20時の『みんなのうたリクエスト』枠で、V6の「太陽と月のこどもたち」とカップリングで放送。

## テレビアニメ
『アニメ おしりかじり虫』のタイトルで、2012年10月よりNHK BSプレミアムにて放送された。第2シリーズは2013年9月より、第3シリーズは2014年10月より放送。第4シリーズが2015年10月より放送中。また2013年4月7日よりNHK Eテレにて第1シリーズを放送している。ちなみにアニメ内では「おしりかじり虫」はおしりをかじられた時の挿入歌で登場するが、「おしりの山はエベレスト」は替え歌としてのみの登場である。

### 登場キャラクター
おしりかじり虫18世（18代目おしりかじり虫）
声 - 金田朋子
主人公。おならと蛙が苦手。あだ名は「かじり虫」。10歳（この作品内では8歳になればかじることが許される）。人間を元気付けたりする為に人間のおしりをかじるが、悪戯に使った時はかじる事を一時期謹慎されていた。
かじりGALS
声 - アップル：潘めぐみ、ピーチ：伊瀬茉莉也、チェリー：佐久間レイ、オレンジ：戸田めぐみ
おしりかじり虫のダンスを踊る時に登場する4つ子姉妹。第3話「大ピンチ、かじり虫！？」のラストでは弱点である「おなら」対策防毒マスクを着用して、第11話「ドキドキ、初めてのおるすばん!?」第13話では泥棒の格好、「救え、たこやき『一平』！？」ではタコのコスチュームでダンスを踊った。かじり虫（かじり虫以外がかじった時も含む）がお尻をかじれば、どんな状況でも集合しなければいけないことから第2シリーズ第28話でかじり虫に対して怒っており、代わりにこの回はいつもと立ち位置を変更してもらった。「おしりかじり虫」の歌は彼女達が歌っているが、かじられた者が歌う時もある。
チチ
声 - 徳山靖彦
おしりかじり虫の父。
ハハ
声 - 斉藤貴美子
おしりかじり虫の母。口癖は「歯磨きせんかい。腹筋1000回！」。
ジジ
おしりかじり虫界一の物知りを自称するが嘘が多い。入れ歯になりかじりを廃業して発明をするようになったが、傍迷惑な発明が多い。
ババ
おしりかじり虫の祖母。おはぎ作りがうまい。若き日にジジの猛烈な求婚に折れてジジと結婚、プロポーズにおしり真珠を贈られている。
カプリーヌ
声 - 潘めぐみ
ヒロイン。弟であるパックンとは仲良し。また、ダーティかじり虫ブラックにおしりをかじられ、昏倒した。
パックン
声 - 伊瀬茉莉也
カプリーヌの弟。6歳の為、人間のおしりはかじれない（かじり虫たちのおしりは不明）。かじり学校は年齢別制度がないのか、姉のカプリーヌやおしりかじり虫やファットン達と同じクラスである（そもそもかじり虫達のクラス以外が登場したことがない）。
ファットン
声 - 鈴木琢磨
太ったかじり虫。実家は、肉屋「お肉屋ファットン」。
カブレロ
声 - 浜添伸也
父が石油王、母が自動車王とお金持ちのかじり虫。お金持ちな事を理由にかじり虫達をいじめる。第1シリーズ第20話で引っ越しをしたが、短い距離であった為、転校はしなかった。
ガブ八先生
声 - 内田直哉
かじり学校の先生。厳しい。口癖は「熱血！愛情！！ド根性！！！」。怒った時の口癖は「この、バカチンがー！」（ただし、恋している時は言わない）。
校長先生
かじり学校の校長先生。ダーティかじり虫ブラックにおしりをかじられ、ズボンが全開になってしまったことがある。
たーすけ君
声 - 佐久間レイ
父親は廃れたたこ焼き屋『一平』の店主。緊張するとおならが出てしまう（カプリーヌ曰く「（かじり虫達にとって）不用意なおならは、鋭利な刃物」とのこと。また、このおならによってかじり虫は死にかけたことがある）。
さくらさん
声 - 戸田めぐみ
美人で知的で性格が良い女の子。趣味はお菓子作り。
たくみ君
声 - 浪川大輔
さくらにラブレターを出した男子と勘違いされたイケメン。
ダーティかじり虫ブラック
汚い歯が特徴の黒いかじり虫。噛まれると不幸に見舞われる。甘いもの好き。かじり虫たちに捕まり洗われてかじられ、一回り小さく白くなり性格も丸くなった。
ラリホー
「おしりの山はエベレスト」でも登場したと思われる、かじりやで飼われているヤク。アイキャッチ的存在だったが、第10話の「最強、おかん対決!?」で活躍。1パック10円の特売の卵をめぐり、ガブレロママの空飛ぶスーパーカーやガブレロ家のライオンとタメを張った。
KJR（けーじぇーあーる）
声 - 内田直哉
かじり虫達が踊っているときに時々後ろに登場するヒップホッパー。意味は「KAJIRI」から。自称アメリカ一の大スターだが、実はアメリカに一度も行ったこともない。アパート暮らしで近所によく煩いと迷惑を掛けている。
ファットン母
声 - 二又一成
転校生

### スタッフ
- 原案・キャラクターデザイン - うるまでるび
- 監督 - 小島正幸、かおり（2期）、荒川眞嗣（3期）
- ディレクター - こづつみPON
- 脚本 - ピエール杉浦（1-3期）、福田卓郎（2-4期）、池谷雅夫（2-4期）、武末志朗（2期）、市川十億衛門（4期）
- 作画監督 - 石橋香澄、石川健朝（2-4期）、宮地聡子（2期）
- 美術 - 森川篤
- 色彩設計 - 梅崎ひろこ
- 音響監督 - 山田知明
- 録音 - 山田陽
- 効果 - 和田俊也
- 振付け - 南流石
- 音楽 - 松前公高
- アニメーション制作 - キネマシトラス
- アニメーションプロデューサー - 小笠原宗紀
- 制作統括 - 斉藤健治（1-3期）→土橋圭介（4期）、小針麻土（1-2期）→吉國勲（3-4期）
- 制作 - NHKエンタープライズ
- 制作・著作 - NHK

### 各話リスト
| 話数        | サブタイトル                   | 初回放送日     |
| 第1シリーズ | 第1シリーズ                    | 第1シリーズ    |
| ----------- | ------------------------------ | -------------- |
| 第1話       | かじり屋、本日開店!?           | 2012年 10月7日 |
| 第2話       | 勝負、かじりテスト!?           | 10月14日       |
| 第3話       | 大ピンチ、かじり虫!?           | 10月21日       |
| 第4話       | 発見、黄金のおしり!?           | 10月28日       |
| 第5話       | 作文、ぼくの家族!?             | 11月4日        |
| 第6話       | 冒険、かえる橋を突破せよ!?     | 11月11日       |
| 第7話       | 応援、たーすけ君の恋!?         | 11月18日       |
| 第8話       | ダーティ、かじり虫ブラック!?   | 11月25日       |
| 第9話       | 町の発明王、ジジ!?             | 12月2日        |
| 第10話      | 最強、おかん対決!?             | 12月9日        |
| 第11話      | ドキドキ、初めてのおるすばん!? | 12月16日       |
| 第12話      | 立て、立つんだチチ!?           | 12月23日       |
| 第13話      | 救え、たこやき『一平』!?       | 2013年 1月6日  |
| 第14話      | ホント!?ジジのプロポーズ       | 1月13日        |
| 第15話      | お見事、かじりスケート!?       | 1月20日        |
| 第16話      | ワァー、テレビ局が来た!?       | 1月27日        |
| 第17話      | 大戦争、ひみつ基地!?           | 2月3日         |
| 第18話      | 大スター、KJR!?                | 2月10日        |
| 第19話      | お願い、歯の神様!?             | 2月17日        |
| 第20話      | いじめっこ、ガブレロの涙!?     | 2月24日        |
| 第2シリーズ |                                |                |
| 第1話       | 救え!?ぼくらの銭湯             | 9月30日        |
| 第2話       | やまびこ、ヤッホー!?           | 10月7日        |
| 第3話       | 走れ!?ファットン               | 10月14日       |
| 第4話       | おみこし、ワッショイ!?         | 10月21日       |
| 第5話       | 決定!?アイドルオーディション   | 10月28日       |
| 第6話       | エコだ!?プー1号                | 11月4日        |
| 第7話       | どこだ!?黄金のおしり           | 11月11日       |
| 第8話       | 寿司、くいねえ!?               | 11月18日       |
| 第9話       | ライバル!?偽かじりや           | 11月25日       |
| 第10話      | ムフゥ!?ガブハチ先生の恋       | 12月2日        |
| 第11話      | どうなる!?夫婦ゲンカ           | 12月9日        |
| 第12話      | ドキドキ!?お楽しみ会           | 12月16日       |
| 第13話      | ピカピカ!?かじり大掃除         | 12月23日       |
| 第14話      | 現れた!?ハハの恋人             | 2014年 1月6日  |
| 第15話      | わらしべ!?たーすけ             | 1月13日        |
| 第16話      | 限界!?かじり禁止令             | 1月20日        |
| 第17話      | 負けるな!?町のゴミ拾い         | 1月27日        |
| 第18話      | 当てろ!?福引き大作戦           | 2月3日         |
| 第19話      | 目指せ!?かじりキング           | 2月10日        |
| 第20話      | 取り戻せ!?ババの笑顔           | 2月17日        |
| 第21話      | 宿題!?一日一善                 | 2月24日        |
| 第22話      | 激突!?ドッジリボール           | 3月3日         |
| 第23話      | 探れ!?ラリホーの悩み           | 3月5日         |
| 第24話      | 来るぞ!?家庭訪問               | 3月6日         |
| 第25話      | 大冒険!?工場見学               | 3月10日        |
| 第26話      | ちょー生意気!?転校生           | 3月12日        |
| 第27話      | 天才料理人!?かじり虫           | 3月13日        |
| 第28話      | お願い!?かじりGALS             | 3月17日        |
| 第29話      | 恐怖、学校の幽霊!?             | 3月19日        |
| 第30話      | 正直者、バカを見る!?           | 3月20日        |
| 第31話      | モーリス、危機一髪!?           | 3月24日        |
| 第32話      | かわいすぎる!?ぼくのペット     | 3月27日        |
| 第3シリーズ |                                |                |
| 第1話       | 結成!?かじり探偵団             | 10月6日        |
| 第2話       | 出た、お化けカブトムシ!?       | 10月13日       |
| 第3話       | ガブハチ先生、また恋!?         | 10月20日       |
| 第4話       | えー!?大王タコ                 | 10月27日       |
| 第5話       | 主役!?たーすけくん             | 11月3日        |
| 第6話       | なくせ!?忘れ物                 | 11月10日       |
| 第7話       | 宇宙人、あらわる!?             | 11月17日       |
| 第8話       | おもてなし!?ガブレロ一家       | 11月24日       |
| 第9話       | パックン、特訓!?               | 12月1日        |
| 第10話      | 俳句大好き!?校長先生           | 12月8日        |
| 第4シリーズ |                                |                |
| 第1話       | オナラは地球を救う、プー2号!?  | 2015年 10月5日 |
| 第2話       | トラック野郎、爆走ヨロシク!?   | 10月12日       |
| 第3話       | つくれ、ご近所マップ!?         | 10月19日       |
| 第4話       | 大騒ぎ!?ドキドキパニックバザー | 10月26日       |
| 第5話       | チェンジ、ミ～!?               | 11月2日        |
| 第6話       | KJR、マンマミ～ア!?            | 11月9日        |
| 第7話       | ガブハチ先生、またまた恋!?     | 11月16日       |
| 第8話       | 憧れ!?カプリーヌのかぐや姫     | 11月23日       |
| 第9話       | レッツ、ポエ～～～～～ム!?     | 11月30日       |
| 第10話      | ウソでしょ!?さよならかじり屋   | 12月7日        |

### 放送局
| 放送地域    | 放送局           | 放送期間                      | 放送日時           | 備考             |
| 第1シリーズ | 第1シリーズ      | 第1シリーズ                   | 第1シリーズ        | 第1シリーズ      |
| ----------- | ---------------- | ----------------------------- | ------------------ | ---------------- |
| 日本全域    | NHK BSプレミアム | 2012年10月7日 - 2013年2月24日 | 日曜 7:55 - 8:00   | リピート放送あり |
| 日本全域    | NHK Eテレ        | 2013年4月7日 - 9月8日         | 日曜 7:20 - 7:25   |                  |
| 第2シリーズ |                  |                               |                    |                  |
| 日本全域    | NHK BSプレミアム | 2013年9月30日 - 2014年3月27日 | 月曜 18:25 - 18:30 | リピート放送あり |
| 日本全域    | NHK Eテレ        | 2014年6月22日 - 2015年1月25日 | 日曜 7:20 - 7:25   |                  |
| 第3シリーズ |                  |                               |                    |                  |
| 日本全域    | NHK BSプレミアム | 2014年10月6日 - 12月8日       | 月曜 18:25 - 18:30 | リピート放送あり |
| 日本全域    | NHK Eテレ        | 2015年2月1日 - 2015年4月5日   | 日曜 7:20 - 7:25   |                  |
| 第4シリーズ |                  |                               |                    |                  |
| 日本全域    | NHK BSプレミアム | 2015年10月5日 - 12月7日       | 月曜 18:25 - 18:30 | リピート放送あり |

- NHKどーがステーションで第1話と最新話を配信。

## おしりキッズ
2012年10月7日から2013年9月15日までBSプレミアムで日曜午後5時30分-5時59分放送の、ミニアニメ『アニメおしりかじり虫』のほか、『ぼくチロ!』『うっかりペネロペ』『なぜ? どうして? がおがおぶーっ!』『リタとナントカ』を放送。

### 登場キャラクター
おしりかじり虫18世（18代目おしりかじり虫）声： 金田朋子
オシーリオ（演：片岡 大河／声：夏日凜子）
カジリエッタ（演：柳町夏花／声：雪乃さやか）